# Ettore De Mura
Ettore De Mura (Napoli, 26 febbraio 1902 – Napoli, 26 dicembre 1977) è stato un paroliere e saggista italiano.

## Biografia
Come autore di canzoni partecipò al Festival di Sanremo del 1953 con il brano La pianola stonata, cantata da Achille Togliani e Katyna Ranieri, che non raggiunse la finale, e al Festival di Napoli del 1965 con Mare mare mare, cantata da Sergio Bruni. Come paroliere, le sue canzoni più celebri furono Serenatella sciuè sciuè, portata al successo nel 1957 da Gino Latilla e Carla Boni a Le canzoni della fortuna e Tuppe tuppe mariscià, interpretata da Maria Paris al Festival di Napoli del 1958 (che ispirarono anche due film diretti da Carlo Campogalliani e Carlo Ludovico Bragaglia), nonché Suspiranno 'na canzone, interpretata da Giacomo Rondinella nel 1956.
Come saggista i suoi due lavori più importanti furono l'Enciclopedia della canzone napoletana, scritta tra il 1968 e il 1969, e Poeti napoletani dal '600 a oggi, del 1966.